# Filipe da Silva
Filipe da Silva, conosciuto anche come Philippe da Silva (Guimarães, 30 novembre 1979), è un allenatore di pallacanestro ed ex cestista portoghese con cittadinanza francese.
Alto 193 cm, giocava come guardia.

## Carriera
Nel 2007 è stato convocato per gli Europei in Spagna con la maglia della nazionale di pallacanestro del Portogallo.